# Marcel Renaud
Pour les articles homonymes, voir Renaud (homonymie) et Marcel Renaud (homonymie).
Marcel Renaud, né le 27 mai 1926 dans le 19e arrondissement de Paris et mort le 5 décembre 2016 à Bourges, est un sportif français spécialisé dans le canoë-kayak.

## Carrière
Marcel Renaud est médaillé d'argent olympique de canoë biplace en course en ligne 10 000 m en 1956 à Melbourne et quatrième en 1 000 m, après avoir terminé sixième du kayak biplace 1 000 m lors des Jeux olympiques de 1952 à Helsinki.

## Palmarès

### Championnats du monde de slalom
- Championnats du monde de slalom (canoë-kayak) 1949 à Genève (Suisse) :
  -  Médaille d'or en C1 par équipe.

### Championnats du monde de course en ligne
- Championnats du monde de course en ligne (canoë-kayak) 1954 à Mâcon (France) :
  -  Médaille de bronze en K4 1 000 m.

### Jeux olympiques
- Jeux olympiques de 1956 à Melbourne (Australie) :
  -  Médaille d'argent en course en ligne C2 10 000 m.

## Famille
Marcel Renaud est le père des céistes Éric Renaud et Philippe Renaud ainsi que le neveu du cycliste Maurice Renaud.